# Hagiwara Mai
Hagiwara Mai (萩原 舞 Thu Nguyên Vũ) là một ca sĩ Nhật Bản. Khi 6 tuổi, cô đã gia nhập vào công ty Hello Project như là một thành viên của Hello!Project Kids. Hiện tại, Mai đang ở nhóm °C-ute, một trong những nhóm nhạc của Hello!Project Kids. Mai đã từng tham gia lồng tiếng cho nhân vật Mizuki Hikaru trong phim hoạt hình Kirarin Revolution và tham gia 1 single và album cùng với Kusumi Koharu (nhóm Kira☆Pika). Mai còn có 1 chị gái cũng tham gia vào cuộc thi tuyển của H!P nhưng đã không đỗ.

## Hoạt động

### Chương trình truyền hình
- °C-ute Has Come (17 tháng 2 năm 2007)
- Sento no Musume!? (銭湯の娘!?? "The Daughter of a Public Bath Owner!?", 30 tháng 1 năm 2006 đến 31 tháng 3 năm 2006) với Hinako
- Lồng tiếng Mizuki Hikaru (観月ひかる?) trong Kirarin Revolution
- The Lilliput Kingdom với tên Mai-chan